# 大阪市立大東小学校
大阪市立大東小学校（おおさかしりつ だいとうしょうがっこう）は、大阪府大阪市都島区毛馬町2丁目にある公立小学校。

## 沿革
- 1979年[1]
  - 4月1日 - 大阪市立淀川小学校から分離し開校。
  - 7月11日 - 校章決定。
  - 10月27日 - 開校記念式典の挙行。この日が創立記念日に制定される。校旗と校歌の披露。

## 通学区域
- 大阪市都島区[2]
  - 大東町1 - 3丁目、毛馬町2丁目（3～8番・11番1～4号・11～13号）・5丁目（1～6番）

卒業生は大阪市立淀川中学校に進学する。

## 交通
- おおさか東線 城北公園通駅 西へ約450m。
- 大阪シティバス 毛馬町バス停 北へ約139m。
- 阪急千里線 柴島駅 南南東へ約2.2km。
- Osaka Metro谷町線 都島駅 北へ約2km。
- 阪急千里線・Osaka Metro堺筋線・谷町線 天神橋筋六丁目駅 北東へ2.6km。